# Tobias Karlsson
Tobias Karlsson (Karlskrona, Švedska, 4. lipnja 1981.) je švedski rukometaš i nacionalni reprezentativac. Igra na poziciji pivota te je od 2009. član njemačkog bundesligaša Flensburga. S tim klubom je 2012. bio pobjednik Kupa pobjednika kupova.
Prije karijere u Flensburgu, igrač je sa švedskim Hammarbyjem osvojio tri naslova švedskog prvaka (2006., 2007. i 2008.) te je nakratko igrao za THW Kiel.
Za švedsku reprezentaciju Karlsson je debitirao 24. listopada 2006. na utakmici protiv Grčke. 2012. godine je s reprezentacijom osvojio olimpijsko srebro na OI u Londonu.

## Vanjske poveznice
- Profil igrača na web stranici THW Kiela  Arhivirana inačica izvorne stranice od 20. lipnja 2011. (Wayback Machine)